# Duchi di Spoleto
Il seguente elenco riunisce in ordine cronologico i duchi di Spoleto che ressero l'omonimo ducato dalla fondazione sotto i Longobardi fino all'annessione allo Stato della Chiesa. Fu conferito come titolo dinastico ad Aimone di Savoia-Aosta.

Stato Longobardo sotto il re Astolfo

## Fasi storiche
Una Serie de' duchi di Spoleto fu redatta dall'abate Giancolombino Fatteschi nel 1801, basandosi sul regesto di Farfa. Più recentemente Gasparri (I duchi longobardi) ci ha restituito una cronotassi scientificamente più aggiornata.
Per grandi linee, lo sviluppo del Ducato conobbe tre fasi, quella longobarda propriamente detta che si concluse con il predominio dei franchi sul regno longobardo del nord. Seguirono un paio di secoli in cui il Ducato formalmente sottoposto all'Impero, godette invece di ampia autonomia, per quanto contrastata, al punto di portare due duchi al rango di re d'Italia e imperatori de Sacro Romano Impero. Con Alberico di Spoleto, legato ai Teofilatti di Roma, ha inizio la terza fase, quella feudale, in cui il Ducato fu spesso unito alla Toscana o a Benevento e il titolo ducale conteso tra papi e imperatori.
Dal 1198, di fatto, il feudo divenne patrimonio della Chiesa. Fino al Cinquecento il titolo ducale venne a volte concesso a titolo vitalizio ai governatori dell'attuale Umbria. Nel XX secolo venne ripreso da un membro della famiglia reale sabauda, Aimone di Savoia-Aosta per concessione di Re Vittorio Emanuele III.

### Periodo longobardo
- Faroaldo I 570-591
- Ariulfo 591-601
- Teudelapio 601-653
- Atto 653-663
- Trasamondo I 663-703
- Faroaldo II 703-718
- Trasamondo II 718-739 († ca. 745)
- Ilderico 739-740
- Trasamondo II 740-742 († ca. 745) (2ª volta)
- Agiprando 742-744
- Trasamondo II 744-ca. 745 (3ª volta)
- Lupo 745-752
- Unnolfo 752
- Astolfo 752-756 (Re dei Longobardi 749-756)
- Ratchis 756-757 (Re dei Longobardi 744-749)
- Alboino 757-759
- Desiderio 758-759 († 774) (Re dei Longobardi 756-774)
- Gisulfo 758-763
- Teodicio 763-773
- Ildeprando 774-788

### Periodi carolingio e post-carolingio
- Guinigisio I 789-822
- Suppone I 822-824
- Adelardo 824
- Mauring 824
- Adelchi I di Spoleto 824-834
- Lamberto I di Nantes 834-836
- Berengario di Spoleto 836-841
- Guido I 842-858/860
- Lamberto I di Spoleto 860-871
- Suppone II Conte di Camerino, suocero del re Berengario I
- Suppone III 871-874 cognato del margravio Eberardo del Friuli
- Lamberto I di Spoleto 875-879 (2ª volta)
- Guido III 880-883
- Guido II 883-889  poi re di Italia (889-894) e imperatore (891-894), fu primo imperatore e re d'Italia del suo nome
- Guido IV 889-897 (duca di Benevento 895-897)
- Alberico 897-924
- Bonifacio I 924-928
- Pietro 924-928
- Teobaldo I 929-936
- Anscario II margravio di Camerino 936-940, fratellastro del re Berengario II
- Sarlione 940-943
- Uberto di Spoleto 943-946
- Bonifacio II 946-953 (assieme al figlio Teobaldo II)
- Teobaldo II 946-959 (assieme al padre Bonifacio fino alla sua morte, avvenuta nel 953)

### Periodo imperiale
- Trasamondo III 959-967
- Pandolfo I Testadiferro 967-981 (duca di Benevento 943-981)
- Trasamondo IV 982-989 (duca di Camerino)
- Ugo II di Toscana 989-996
- Corrado d'Ivrea 996-997
- Ademaro 998-999 ca.
- Romano 1003-?
- Ranieri di Toscana 1010-ca. 1020 († 1027) (marchese di Toscana 1014-1027)
- Ugo II ca. 1020-1035
- Ugo III 1037-1056
- al Marchesato di Toscana 1043-1056
- Goffredo III di Lorena 1057-1070
- al Marchesato di Toscana 1070-1082
- Ranieri II 1082-1086
- al Marchesato di Toscana 1086-1093
- Guarnieri II 1093-1119 (Margravio di Ancona)
- al Marchesato di Toscana 1119-1171
- Ridelulfo 1172- ?
- Corrado di Urslingen, 1177-1198 
  - Pandolfo II 1190-1195

### Nello Stato della Chiesa
- Corrado II di Ursligen, fratello di Enrico, 1198-1205
- Enrico di Urslingen, figlio di Corrado, 1205
- Diopoldo di Acerra, duca dal 1209, † 1225
- Rainaldo di Urslingen, fratello di Corrado, 1223-1230
- Corrado Guiscardo di Urslingen, figlio di Corrado, 1227-1267
- Bertoldo di Urslingen, nipote di Rainaldo, 1251-1276
- Rainaldo II di Urslingen, fratello di Bertoldo, 1251-1276
- Guidantonio da Montefeltro
- Pedro Luis de Borja, 1456-1458
- Franceschetto Cybo, 1514-1519

### Casa Savoia
- Aimone di Savoia-Aosta, 1904-1942
- Umberto di Savoia, 2009-2021